# Agostino Pinelli Ardimenti
Agostino Pinelli Ardimenti (Genova, 1492 – Genova, 1566) fu il 59º doge della Repubblica di Genova.

## Biografia

Stemma nobiliare degli Ardimenti

Approssimative e scarne le notizie biografiche sulla figura di Agostino Pinelli Ardimenti. Nativo di Genova intorno al 1492, ricoprì diverse cariche pubbliche per lo stato genovese, tra queste all'Ufficio dei Rotti (o dei Fallimenti).
Fu eletto al titolo dogale il 4 gennaio 1555, la quattordicesima in successione biennale e il cinquantanovesimo nella storia repubblicana, e durante il suo dogato dovette affrontare come il suo predecessore Clemente Promontorio le rivolte d'indipendenza avanzate dalla Corsica su spinta franco-turca e solo con un trattato di pace nel 1556 si arrivò ad una conclusione.
Per la sua difesa personale ebbe, per la prima volta nella storia dogale genovese, una guarnigione composta da soldati svizzero-tedeschi e non da italiani.
Terminato il mandato il 4 gennaio 1557 fu nominato procuratore perpetuo dai supremi sindacatori.
Il nome di Agostino Pinelli è citato in alcuni documenti relativi al dogato di Giovanni Battista Cicala Zoagli (1561-1563) nei quali, su espressiva richiesta del doge, autorizzava l'ex doge a vendere i diritti che lo stato genovese aveva nelle terre spagnole. Assieme al Cicala Zoagli, durante il dogato biennale di Giovanni Battista Lercari (1563-1565), ebbe l'incarico di organizzare un prestito di 10.000 scudi all'imperatore Carlo V d'Asburgo.
Morì a Genova in un attentato del 1566, assassinato per uno scambio di persona da un sicario, che aveva invece il compito di uccidere il già doge Luca Spinola (1551-1553). Mandante dell'omicidio era Giovanni Stefano Lercari, figlio del doge Lercari, quale vendetta contro Luca Spinola per le presunte offese patite dal padre dopo un discorso al Senato.